# Hasan Gemici
Hasan Gemici (Giresun, 15 giugno 1927 – İzmit, 25 giugno 2001) è stato un lottatore turco, specializzato nella lotta libera.

## Palmarès
- Giochi olimpici

Helsinki 1952: oro nei pesi mosca.
- Giochi del Mediterraneo

Alessandria d'Egitto 1951: oro nei pesi mosca.